# Apostolinnen
De Congregatie van de Zusters Apostolinnen, eigenlijk Congregatie van de Zusters van de Onbevlekte Ontvangenis, werd in 1680 gesticht te Antwerpen door de "godvrezende dochter" Agnes Baliques (1641-1700). De eerste apostolinnen waren geen eigenlijke religieuzen, omdat ze geen kloostergeloften hadden. De apostolinnen legden zich toe op de oefeningen van godsvrucht, op het inwendig leven en op de geestelijke en lichamelijke werken van barmhartigheid. Met inkomsten uit kantklossen zetten ze armenscholen en boetelingentehuizen op.
Brussel kreeg in 1691 een vestiging en in hetzelfde jaar volgde een vestiging in Mechelen. In 1692 was er onenigheid en veel leden verlieten de gemeenschap. De congregatie herstelde zich echter en legde zich steeds meer toe op onderwijs. De apostolinnen breidden zich snel uit buiten het toenmalige bisdom Antwerpen, in het aartsbisdom Mechelen en in de bisdommen Gent en Brugge. 
De kloosters van de apostolinnen werden in 1797 onder Frans bewind afgeschaft. De vroegere zusters wisten echter met elkaar in contact te blijven en, in betere tijden, het religieus leven te hernemen in Berchem bij Oudenaarde (1842), Antwerpen, Mechelen (1835) en Brugge. Het Moederhuis van Berchem werd in 1892 naar Gent op het Sint-Pietersplein overgebracht.

## Marollen
De zusters schijnen hun naam te hebben gelaten aan de Brusselse volksbuurt Marollen. Feitelijk was het de verwante Congregatie van de Zusters Maricolen die in de volksmond "Marollen" of "Marullen" genoemd werd, maar die is nooit in Brussel actief geweest. De apostolinnen waren ook Mariavereerders (Maria colentes), vandaar misschien de verwarring. Het huis in de Marollen bestond slechts van 1691 tot 1715, of mogelijk helemaal niet.